# Polypodium quitense
Polypodium quitense är en stensöteväxtart som beskrevs av Bak. Polypodium quitense ingår i släktet Polypodium och familjen Polypodiaceae. Inga underarter finns listade.